# ケレン・シュア・ハイム
ケレン・シュア・ハイム（英語: Keren Shua Haim、1986年12月26日 - ）は、イスラエル、ラマト・ガン出身のフィギュアスケート選手（女子シングル）。2004年世界選手権イスラエル代表。

## 戦績
| 大会/年               | 2002-03 | 2003-04 |
| --------------------- | ------- | ------- |
| 世界選手権            |         | 41      |
| 世界ジュニア選手権    | 45      | 36      |
| イスラエル選手権      | 1 J     | 1       |
| JGPスケートスロバキア |         | 18      |
| スケートイスラエル    |         | 5       |